# Rudolf Batz
Rudolf Batz (født 10. november 1903, død 6. februar 1961) var en tysk SS-Sturmbannführer. Fra 1. juli til 4. november 1941 var han leder af Einsatzkommando 2 og dermed ansvarlig for massemord mod jøderne i de baltiske lande.
Efter krigen levede Batz et ukendt sted i Vesttyskland. I 1961 blev han arresteret og begik selvmord i sin celle kort før retssagen.